# 2013 في الكويت
فيما يلي قوائم الأحداث التي وقعت في الكويت خلال عام 2013.

## المناصب
- أمير الدولة : صباح الأحمد الجابر الصباح
- ولي العهد: نواف الأحمد الجابر الصباح
- رئيس الوزراء : جابر المبارك الصباح

## وفيات
- سليمان عبد الرزاق المطوع - سياسي وتربوي
- عبد الله السميط - وزير
- عبد الرحمن السميط - داعية إسلامي[1][2]
- عبد اللطيف الكاظمي - نائب.
- محمد العفاسي - وزير[3]
- عقاب الخطيب - ممثل مسرحي وتربوي
- غنيمة فهد المرزوق - صحفية[4]
- جاسم الموسى - وزير